# Circuito Ascari Resort
El Circuito Ascari es un autódromo situado en las cercanías del municipio de Ronda, Málaga, España.
El circuito fue inaugurado en 2003, y en sus 5425 metros es el circuito más largo de España. En 2006 el Circuito Ascari, dirigido actualmente por Jesus Gijon, recogió de manos del Presidente de la Real Federación Española de Automovilismo, Carlos Gracia, la Licencia de Homologación en Categoría 2 de FIA. El creador y ex-propietario de Circuito Ascari es el holandés Klaas Zwart, fundador de Ascari.
El circuito es privado, por lo que solo se puede acceder reservando una experiencia de conducción, formando parte de un evento privado o siendo Socio de su prestigioso Club de Socios.

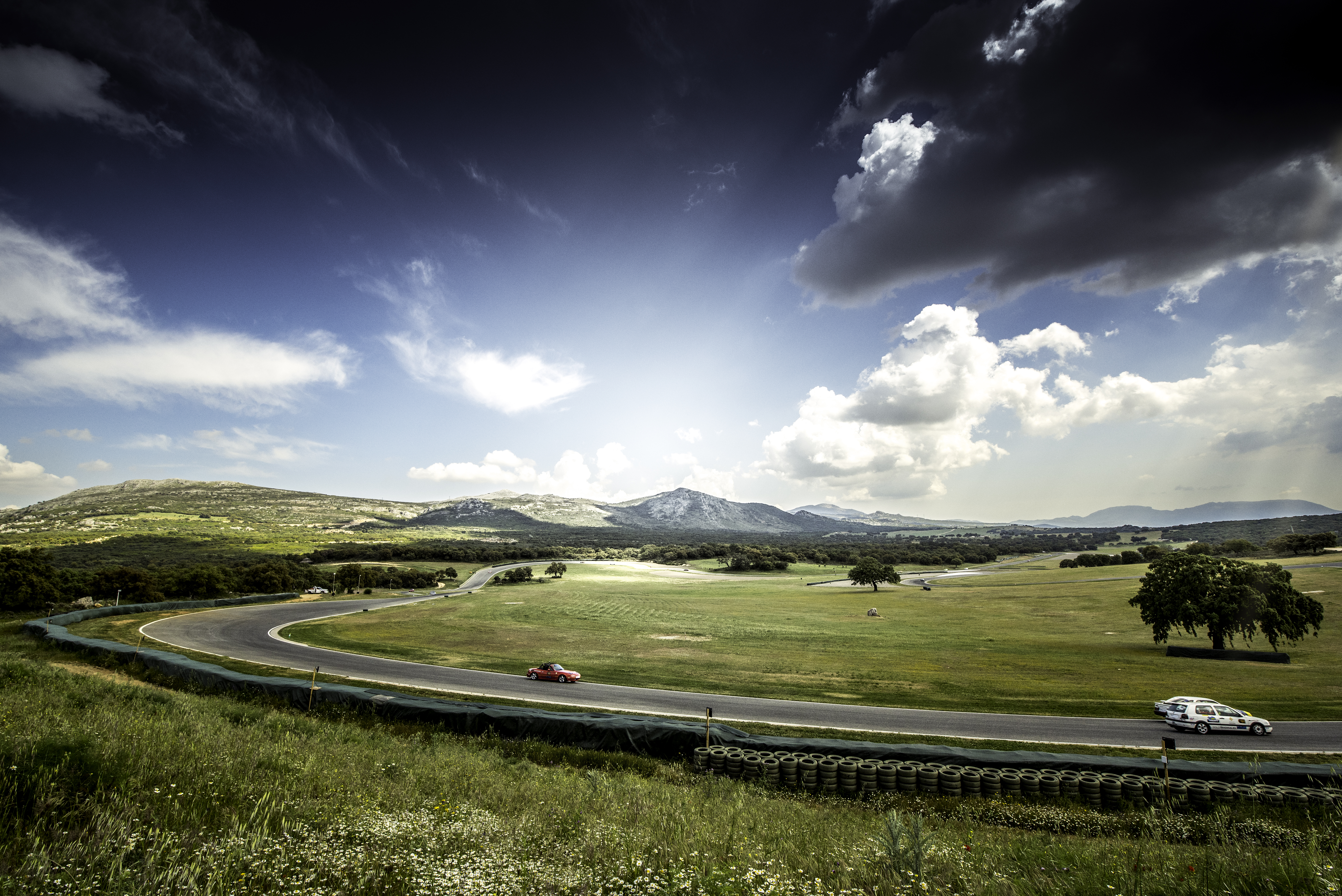
Panorámica de la curva Dayona en el Circuito de Ascari

## Características

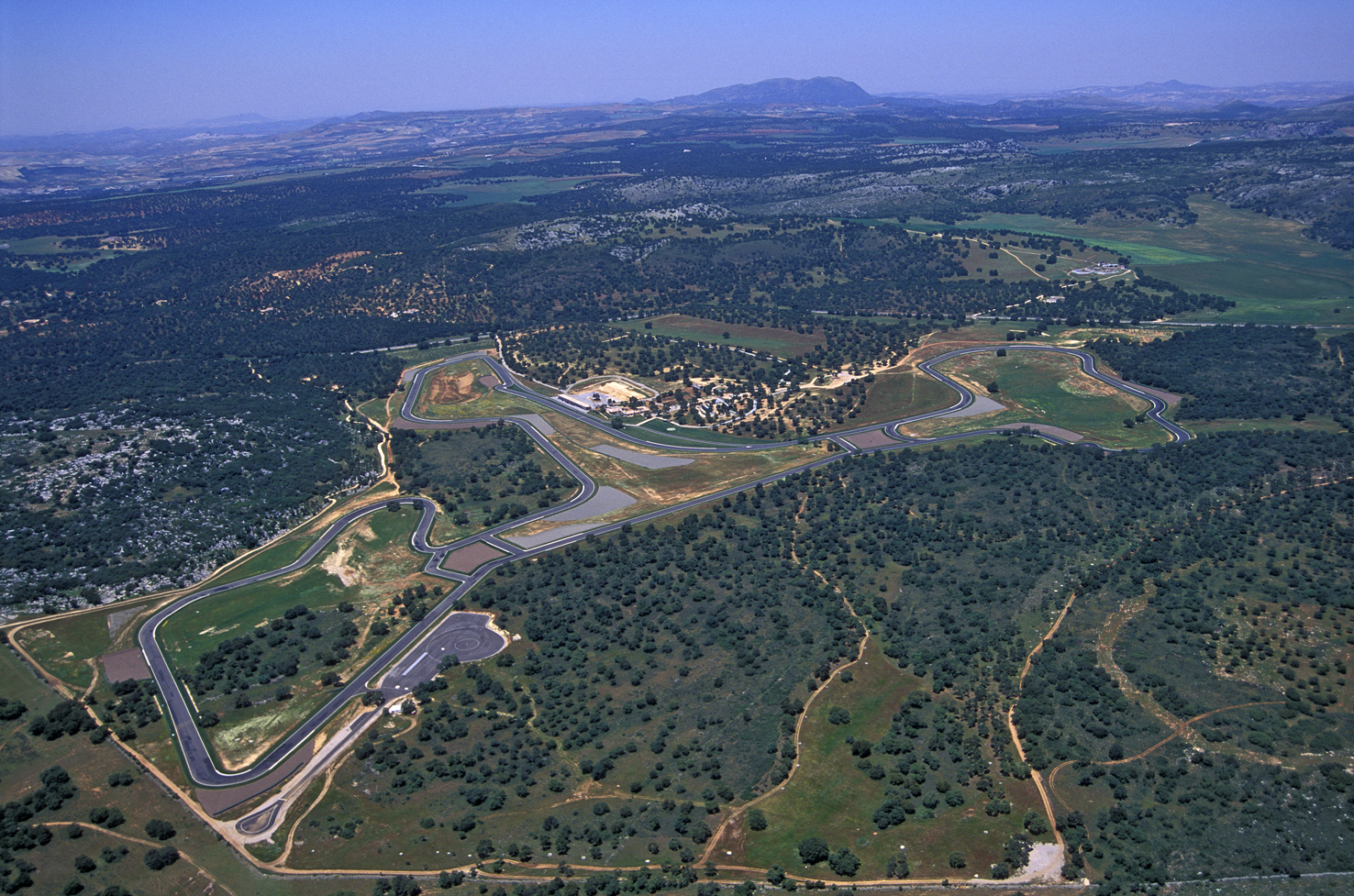
Vista aérea del circuito.

Tiene 26 curvas (13 a derecha y 13 a izquierda). El circuito fue diseñado, a petición del creador, siguiendo el curso natural del terreno, lo que le da la personalidad a cada curva y a los marcados peraltes. Es un mito que las curvas se diseñaran copiando las características de otros circuitos del mundo como Daytona, Silverstone, Spa, Nürburgring o Brands Hatch. 
Algunos de los nombres de las curvas sí están inspirados en otros circuitos, así como en personalidades señaladas en el mundo del motor o en el entorno del propietario: Rafael Gallego, The Screw, Senna S, Copse, Bathurst, The Kink, Mike Greenhalgh, Gachot, Brundle, Sebring, Piff-Paff, Spa, Petit Eau Rouge, Daytona o Laguna son solo algunos de ellos.
La anchura en todo su recorrido es de 12,2 m. En el trazado se pueden encontrar desde 26 curvas con radios mínimos hasta curvas con amplísimos radios, curvas con marcados peraltes, subidas y bajadas de hasta el 12 % y exigentes chicannes.
| Datos técnicos del trazado | Datos técnicos del trazado    |
| -------------------------- | ----------------------------- |
| Longitud                   | 5425 m                        |
| Rectas                     | 3133 m                        |
| Curvas (m)                 | 2292 m                        |
| Curvas                     | 26 (13 derecha, 13 izquierda) |
| Ancho                      | 12,2 m                        |
| Recta principal            | 470 m                         |
| Subida máxima              | 10,5 %                        |
| Bajada máxima              | 11,5 %                        |
| Peralte máximo             | 17,6 %                        |
| Peralte mínimo             | 1 %                           |
| Configuraciones            | 6                             |
| Superficie                 | Semidrenante                  |
| Sentido de giro            | Antihorario                   |

## Instalaciones y servicios
- Pista principal

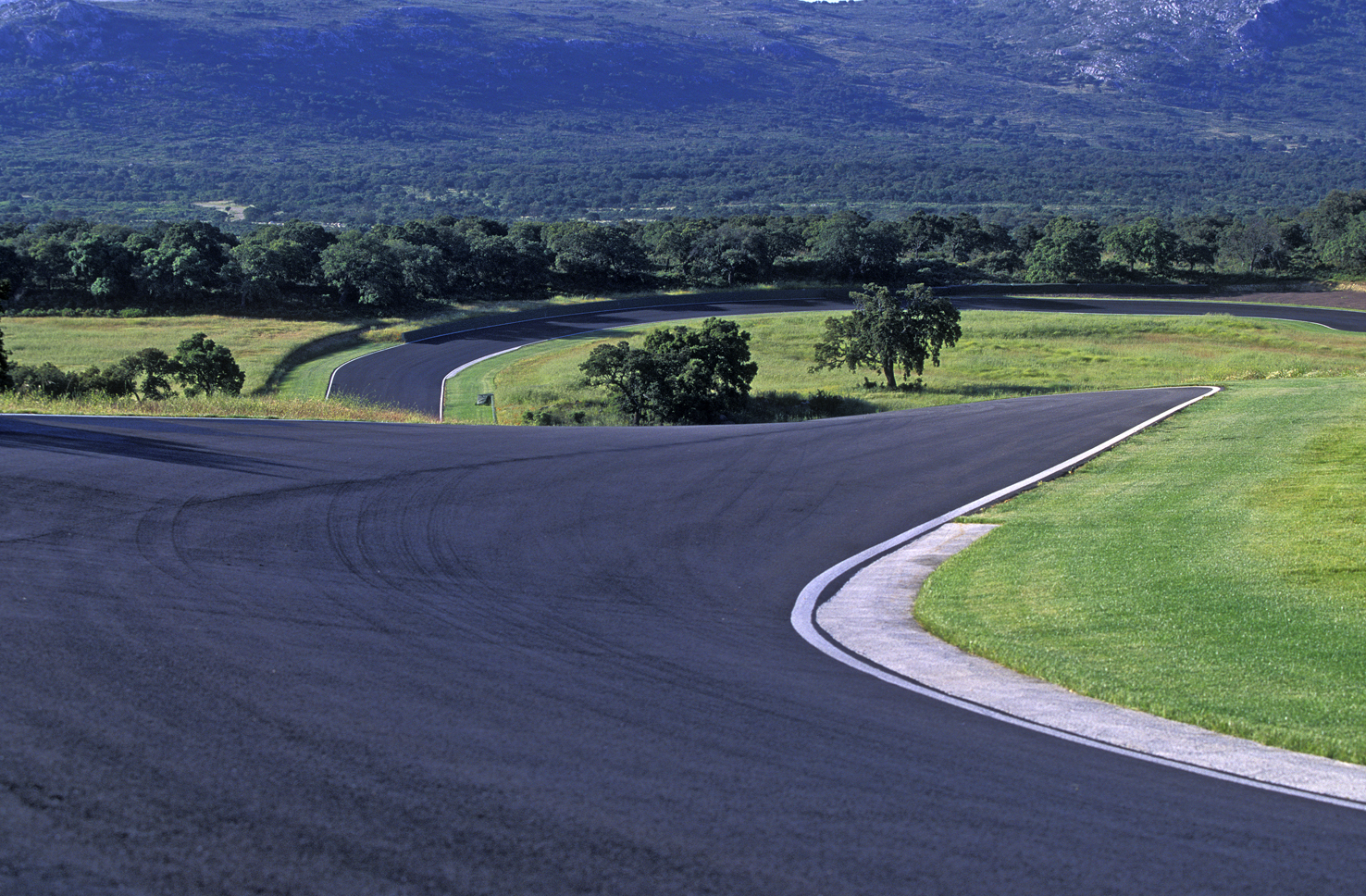
Vista de la vista principal del circuito ascari resort.

- Pit Boxes (6 dobles) totalmente equipados
- Pista de Buggies
- Pista deslizante y para Karting
- Pista 4x4
- Hospitality
- Flota de vehículos para realizar experiencias
- Restaurante con cáterin propio
- Sistema de cronometraje
- Taller con equipo mecánico a tiempo completo
- Gasolinera
- Lavadero de vehículos
- Sala de conferencias
- Sala de reuniones
- Vestuarios con duchas
- Aparcamiento interior de 450 plazas
- Helipuerto
- Áreas privadas para Socios del Club

La seguridad está siempre incluida y es llevada a cabo por el personal propio de la empresa: comisarios de pista, ambulancia con equipo médico, coche de bomberos y 3 vehículos de intervención rápida y rescate.
El circuito incorpora la última tecnología de reglamento deportivo y técnico de Federación Internacional del Automóvil.

## Calidad y sostenibilidad
El circuito está situado en un privilegiado entorno natural que han cuidado y respetado desde los orígenes. Cumplen las políticas medioambientales y de sostenibilidad y es por ello que han obtenido las correspondientes certificaciones:
- Medioambiental: ISO EN 14001 (SGI 6015347)
- Calidad: ISO EN 9001 (SGI 6016408)
- Commitment to Tourism Quality

## Ubicación
- Ciudades cercanas: Ronda a 10 km, Marbella y Puerto Banús a 50 km y Málaga a 100 km.
- Aeropuertos cercanos: Málaga AGP a 66 min, Sevilla SVQ a 1 h y 45min, Gibraltar GIB a 1 h y 30 min, Jeréz XRY a 67 min. y Granada GRX a 2h y 10 min.
- Coordenadas: GPS 36º 49' 42 '' N 5º 5' 18'' W / 36,828320, - 5,088491  Helipuerto 36º 49' 29'' 5º 4' 54'' W / 36,824811, -5,081630

## Circuito Ascari en videojuegos
El circuito Ascari apareció como uno de los circuitos en el juego de PlayStation Gran turismo 6. La presentación del juego tuvo lugar en el pueblo Ronda, Málaga.